# Felix Leonhard Giesebrecht
Felix Leonhard Giesebrecht (* 6. August 1828 in Stettin; † 18. November 1901 ebenda) war ein deutscher Jurist und Kommunalbeamter.
Als Sohn des Dichters und Historikers Ludwig Giesebrecht geboren, studierte Felix Leonhard Giesebrecht nach dem Besuch des Stettiner Gymnasiums Rechtswissenschaften in Bonn. Während seines Studiums wurde er 1848 Mitglied der Bonner Burschenschaft Frankonia. Nach seinem Studium wurde er 1852 Auskultator und 1858 Assessor, bevor er 1858 Stadtsyndikus von Stettin wurde. Von 1884 bis 1900 war er Bürgermeister von Stettin. 1889 wurde ihm der Rote Adlerorden 4. Klasse verliehen. 1900 erhielt er den Titel eines Geheimen Regierungsrates.